# Šef diplomatske misije
Šef diplomatske misije prema Bečkoj konvenciji o diplomatskim odnosima (1961.) je osoba koja je od strane države šiljateljice ovlaštena da djeluje u tom svojstvu. Ovaj pojam odnosi se na sve šefove misija bez obzira je li ga postavio šef države, ministar vanjskih poslova ili akreditirani veleposlanik .

## Razredi šefova misije
Šefovi diplomatskih misija podjeljenji su u nekoliko razreda. Prije svega valja razlikovati stalne i privremene predstavnike.
U skladu s člankom 14. Bečke konvencije o diplomatskim odnosima stalni šefovi diplomatskih misija podjeljeni su u tri razreda:
1. veleposlanici, apostolski nunciji i  pronunciji akreditirani kod poglavara države, kao i drugi voditelji misije koji imaju ekvivalentan rang kao što su visoki predstavnici (High Commissioner) u zemljama Commonwealtha
2. poslanici, opunomoćeni ministri i papinski internunciji akreditirani kod poglavara države. Taj razred u praksi postoji sve rjeđe
3. otpravnici poslova akreditirani kod ministra vanjskih poslova, obično se nazivaju i stalnim otpravnicim poslova, otpravnici poslova s pismima ili pak redovnim otpravnicima poslova (fran. chargé d'affaires en tître). Njih imenuje ministar vanjskih poslova i opskrbljuje ih tzv. kabinetskim pismom naslovljenim na kolege u državama primateljicama.

U skladu s čl. 16. Bečke konvencije svaki šef misije dobije rang prvenstva u diplomatskom zboru ovisno o o datumu, pa i satu preuzimanja dužnosti. Za prva dva razreda to je datum predaja vjerodajnice šefu države ili pak vrijeme predaje kopije izvornika vjerodajnice ministru vanjskih poslova (to je na primjer praksa u Velikoj Britaniji). Za treći razred, odnosno za otpravnike poslove s pismima računa se vrijeme predaje tog pisma ministru vanjskih poslova. 
U multilateralnoj diplomaciji pojam šefa misije odnosi se na šefa predstavništva pri nekoj međunarodnoj organizaciji. Konkretni naslovi variraju od jedne međunarodne organizacije do druge, npr. stalni predstavnik pri UN-u, rezidentni predstavnik pri IAEA, predstavnik pri Dunavskoj komisiji, itd.